# Rudbøl
Rudbøl (deutsch Ruttebüll) liegt im dänischen Sønderjylland, dem Südteil der jütischen Halbinsel, und ist ein kleines Dorf in Højer Sogn an der dänisch / deutschen Grenze. Der Ort liegt in der Tønder Kommune und gehört zur Region Syddanmark.

## Geschichte
Als die Provinz Schleswig-Holstein nach der Volksabstimmung in Schleswig 1920 zwischen Dänemark und Deutschland aufgeteilt wurde, verlief die neue Grenze durch Rudbøl und teilte den Ort in einen dänischen und einen deutschen Teil.
In Rudbøl liegt der Grenzstein Nr. 245. Dieser liegt mitten in der Straße, die von Deutschland nach Dänemark führt. Westlich der Straße liegt die dänische Seite der Grenze, östlich die deutsche Seite.
Rudbøl hatte ursprünglich drei Gasthäuser, von denen zwei noch in Betrieb sind. Seit 1711 existiert die Gastwirtschaft Grænsekro im Ort, der einige Häuser erworben hat und diese als Ferienwohnungen vermietet. Neben dem Gasthof gibt es einen Campingplatz. Ferner ist in Rudbøl eine Jugendherberge vorhanden. Auf der heutigen deutschen Seite existiert der ehemalige Rosenkranz Kro, der nun Alter Deutscher Grenzkrug heißt und im Gemeindeteil Rosenkranz der Gemeinde Aventoft liegt.

## Lage
Rudbøl liegt in der Tøndermarsch (dänisch Tøndermarsken), die mit etwa 2500 Hektar Dänemarks größtes zusammenhängendes Wiesengebiet ist, und am nordwestlichen Ufer des Ruttebüller Sees (dänisch Rudbøl Sø), welcher durch die dänisch-deutsche Grenze geteilt wird. Rudbøl ist eines der wenigen Dörfer Dänemarks, die auf einem Deich gebaut wurden.